# Gura Vadului
Gura Vadului község és falu Prahova megyében, Munténiában, Romániában.  A hozzá tartozó települések: Perșunari és Tohani. A „Dealu Mare” nevű borvidék egyik központja.

## Fekvése
A megye délkeleti részén található, a megyeszékhelytől, Ploieștitől, negyvenegy kilométerre keletre, a Tohaneanca patak mentén, a Szubkárpátok dombságain. 

## Történelem
A 19. század végén Tohani volt a községközpont. Ebben az időszakban Buzău megye Tohani járásához tartozott. Ez a község Gura Vadului, Tohani, Tohăneanca (a mostani Perșunari) és Valea Scheilor falvakból tevődött össze, összesen 2020 lakossal. Ezen falvaknak egyetlen iskolája volt, valamint hét temploma.
1925-ös évkönyv szerint lakossága 3150 fő volt.
1950-ben közigazgatási átszervezés alapján, a Buzău-i régió Mizil rajonjához került, 1952-ben pedig a Mizil rajont a Ploiești régióhoz csatolták.
1968-ban ismét megyerendszert vezettek be az országban, a községközpont Gura Vadului lett, és az újból létrehozott Prahova megyéhez csatolták. Valea Scheilor falva ekkor került Călugăreni községhez.

## Lakossága
| Nemzetiségek | 2002 | 2002   |
| ------------ | ---- | ------ |
| Románok      | 2547 | 99,88% |
| Magyarok     | 2    | 0,07%  |
| Más          | 1    | 0,03%  |
| Összesen     | 2550 | 100,0% |

## Külső hivatkozások
- A település honlapja
- Adatok a településről
- asociatiaturismprahova.ro Archiválva 2016. március 4-i dátummal a Wayback Machine-ben
- 2002-es népszámlálási adatok
- Marele Dicționar Geografic al României